# Acúrcio
Acúrcio, de son nom complet Acúrcio Freire Alves Carrelo, est un footballeur portugais né le 16 mars 1931 à Oeiras et mort le 9 janvier 2010. Il évoluait au poste de gardien de but.

## Biographie

### En club
Acúrcio débute au Mozambique alors colonie portugaise dans le club du Ferroviário de Maputo. Il regagne ensuite la métropole, pour devenir joueur du FC Porto,.
Il dispute avec le FC Porto un total de 79 matchs en première division portugaise, inscrivant un but. Il joue également quatre matchs en Coupe d'Europe des clubs champions (deux lors de la saison 1956-1957, puis à nouveau deux lors de la saison 1959-1960).
Sous les couleurs portistas, il est champion du Portugal à deux reprises en 1956 et 1959. Il remporte également deux Coupes du Portugal en 1956 et 1958.

### En équipe nationale
International portugais, il reçoit huit sélections en équipe du Portugal entre 1959 et 1960, pour aucun but marqué.
Il joue son premier match en équipe nationale le 21 mai 1959 en amical contre la Suède (défaite 0-2 à Göteborg).
Son dernier match a lieu le 22 mai 1960 contre la Yougoslavie dans le cadre des qualifications de l'Euro 1960 (défaite 1-5 à Belgrade).

## Palmarès
Avec le FC Porto :
- Champion du Portugal en 1956 et 1959
- Vice-champion du Portugal en 1957 et 1958
- Vainqueur de la Coupe du Portugal en 1956 et 1958
- Finaliste de la Coupe du Portugal en 1959 et 1961